# 諾維尼 (切爾沃諾阿爾米西克區)
50°27′38″N 28°3′8″E / 50.46056°N 28.05222°E
諾維尼（烏克蘭語：Новини）是烏克蘭北部的村莊，隸屬日托米爾州的日托米爾區。該村始建於1883年，面積10.6平方公里，海拔高度224米，2001年人口225，人口密度每平方公里21.22人。